# 弗格斯敦 (伊利諾伊州)
弗格斯敦（英語：Fergestown）是位於美國伊利諾伊州威廉森縣的一個非建制地區。該地的面積和人口皆未知。

## 地理
弗格斯敦的座標為37°47′33″N 88°57′53″W / 37.79250°N 88.96472°W，而該地的平均海拔高度為137米（即449英尺）。